# هولبورن وسانت بانكراس (دائرة انتخابية في المملكة المتحدة)
هولبورن وسانت بانكراس (بالإنجليزية: Holborn and St Pancras)‏ هي إحدى الدوائر الانتخابية في المملكة المتحدة الممثلة في مجلس العموم في برلمان المملكة المتحدة.
عضو البرلمان الذي يمثلها حالياً هو :Rt Hon Frank Dobson (Lab).